# Johan Lillienstedt

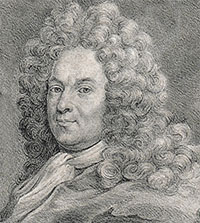
Johan Paulinus Lillienstedt

Johan Paulinus Lillienstedt (auch: Johann von Lilienstedt; * 14. Juni 1655 als Johann Paulinus in Björneborg; † 26. September 1732 in Divitz) war ein schwedischer Graf, Staatsmann und Dichter.

## Leben

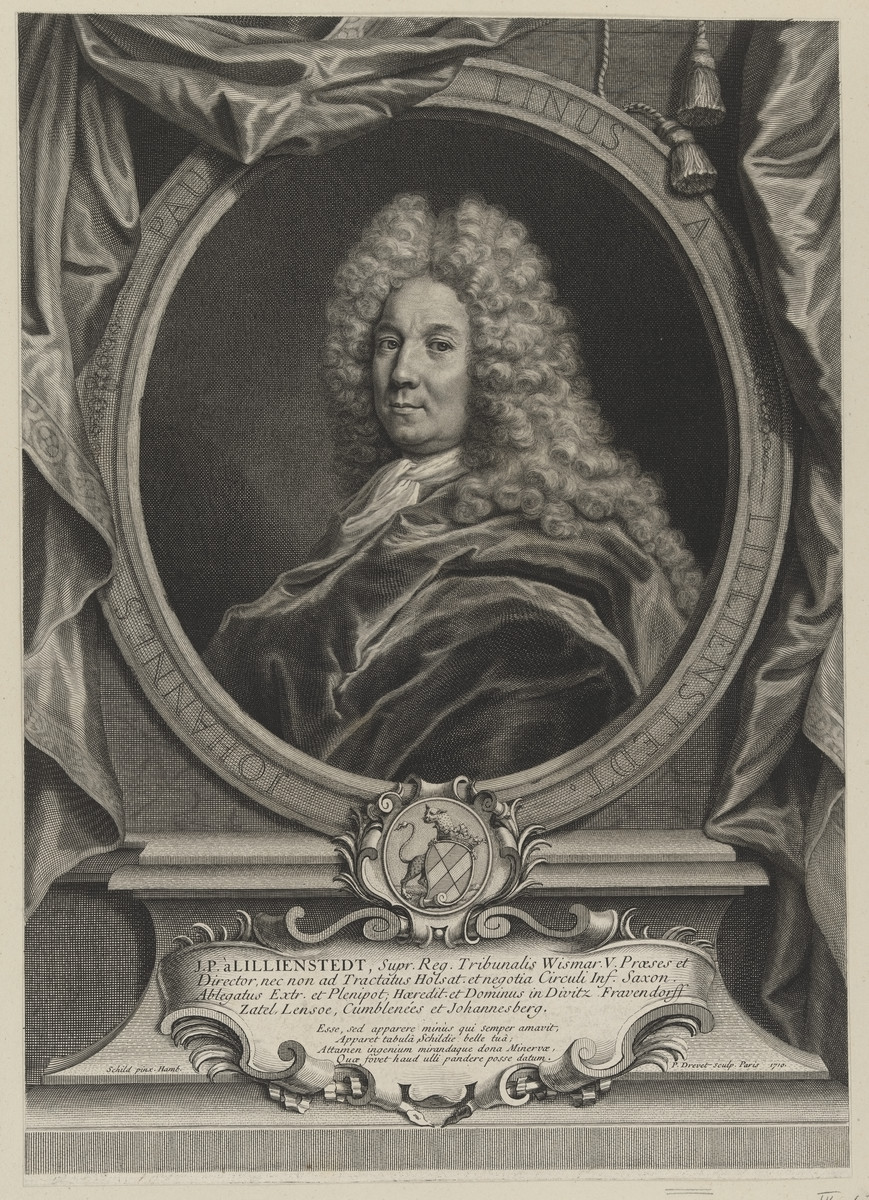
Johan Paulinus Lillienstedt, um 1710

Lillienstedt wurde 1655 als Johann Paulinus geboren. Er war der Sohn von Paul Simonis Raumannus, einem Vikar, und Agneta Henrici. Er studierte ab 1672 in Turku (Åbo) und ab 1675 in Uppsala. Ihm wurde ein Lehrstuhl an der Königlichen Akademie Turku angeboten; er entschied sich stattdessen für die Laufbahn eines Beamten. Im Alter von 28 Jahren (1683) wurde er presidentsekreterare im Kammarkollegium, das dem Finanzministerium unterstellt war. 1685 wurde er protokollssekreterare im Statskontoret.

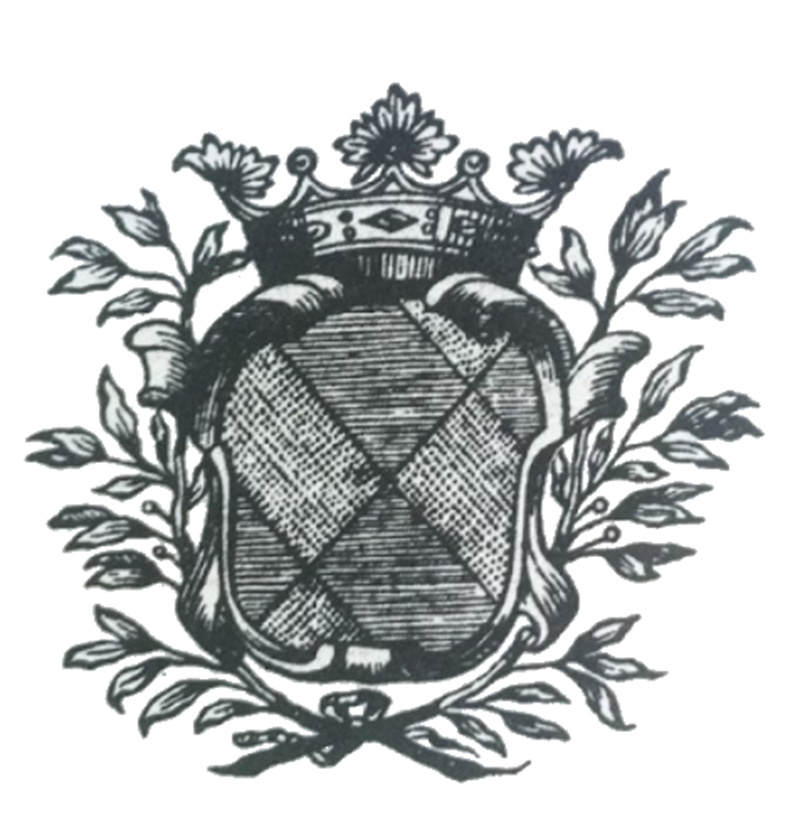
Stammwappen Lillienstedt, barocker Kartuschenschild, um 1694

1690 wurde er geadelt und nahm den Namen Lillienstedt an. 1698 wurde er befördert zum revisionssekreterare und Mitglied der lagkommissionen. 1705 wurde er Vizepräsident am Obertribunal Wismar. Während der darauf folgenden Zeit wurde er von Karl XII. mit mehreren diplomatischen Missionen beauftragt, bei deren Ausführung er viel Geschick zeigte.
Für seine Verdienste wurde er 1713 zum Freiherren ernannt, und 1714 war er Ombudsrat. 

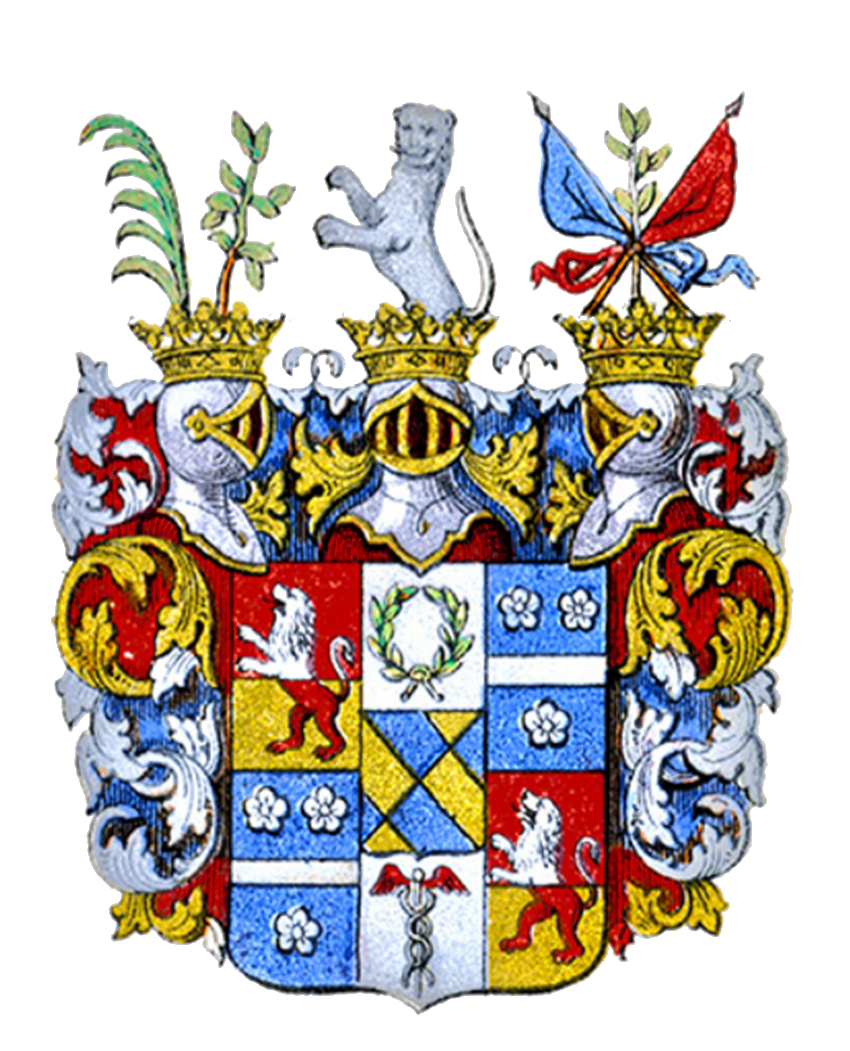
Gräfliches Wappen Lillienstedt

Im Frühjahr 1719 wurde Lillienstedt Reichsrat und vor Ende des Jahres in den Grafenstand erhoben. Schon vor seinem Eintritt in den Rat war er auserwählt worden, anstelle von Georg Heinrich von Görtz Schweden auf dem Friedenskongress von Åland zu vertreten. Als dieser im Herbst 1719 aufgelöst wurde, kam Lillienstedt wieder nach Schweden. 1721 verhandelte er für Schweden den Friedenskongress von Uusikaupunki und unterzeichnete den Frieden von Nystad mit Russland. 1727 wurde Lillienstedt auf eigenen Wunsch zum Ratsbeamten ernannt und wurde Präsident des Wismarer Obertribunals.
Lillienstedt wurde 1710 zum Landshövding von Östergötlands län ernannt und blieb dies bis 1714. In den ersten drei Jahren allerdings war er mit Missionen in Deutschland betraut, so dass Sven Ribbing und Conrad Riffelung ihn vertraten.
Seine literarische Tätigkeit sank ab 1680. Wie viele seiner Zeitgenossen studierte er die südeuropäische Poesie (skaldekonst) und übersetzte romantische Poesie.

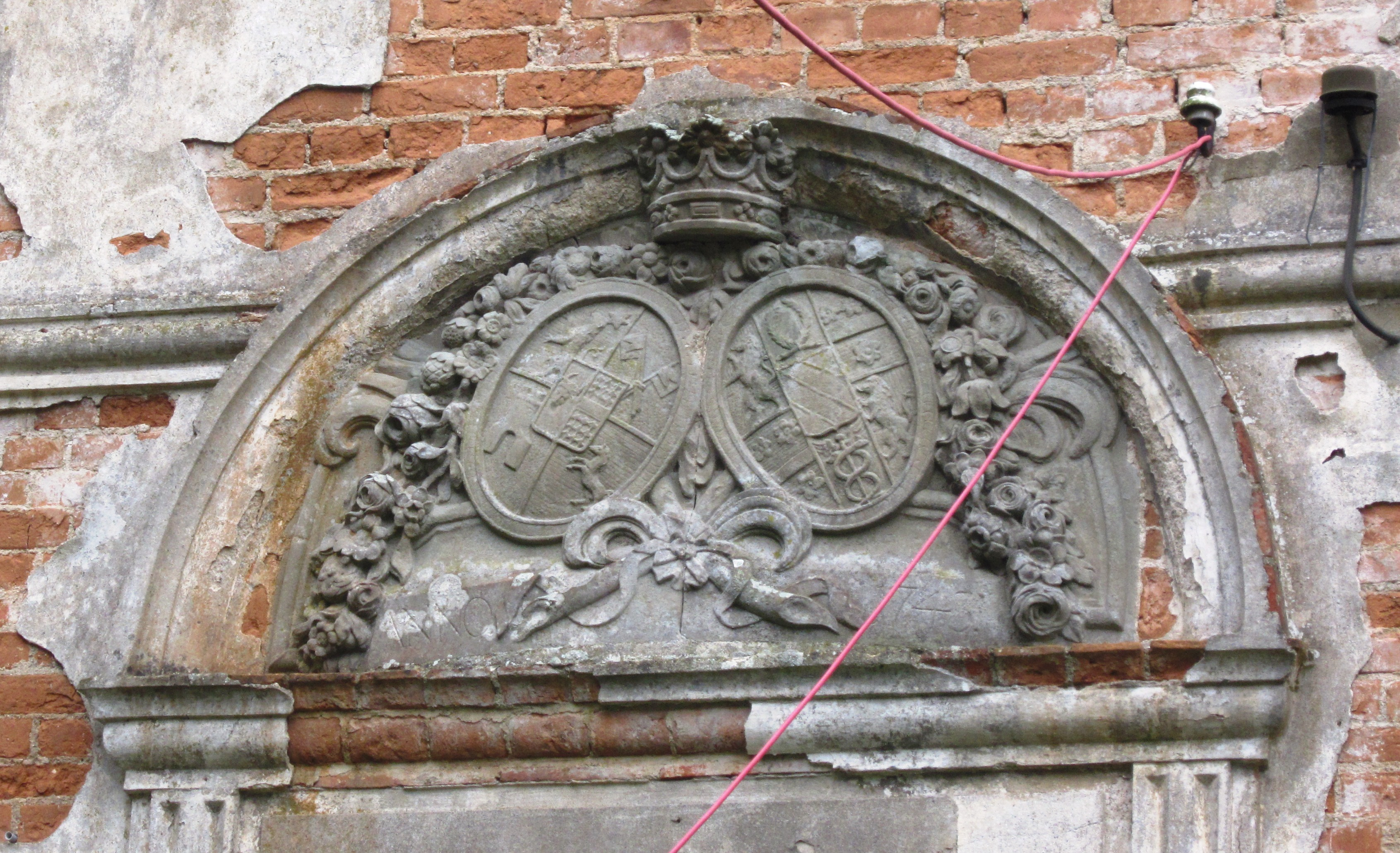
Wappenportal am Wasserschloss Divitz (2018). Ehe-Allianzwappen von Lillienstedts Schwiegersohn Carl Detlof von Krassow (1695–1770) und Tochter Hedvig Maria Fredrika (1705–1780)

Lillienstedt war ab 1692 mit der Baroness Brita Cronhielm verheiratet, ab 1698 mit Margareta Olofsdotter Törnflycht. Aus der zweiten Ehe ging Tochter Hedwig hervor, welche Lillienstedts Gut Divitz durch ihre Ehe an das Geschlecht von Krassow brachte.

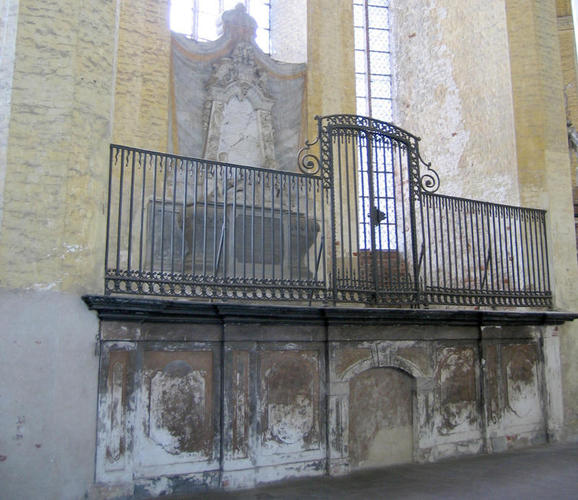
Grabmonument des Grafen Lillienstedt, von Xavery, in der Stralsunder Marienkirche

Johan Paulinus Lillienstedt wurde in der Stralsunder Marienkirche bestattet. Sein Grabmal wurde von Johann Baptist Xavery angefertigt. Die Brüder Carl von Krassow (1771–1854) und Friedrich Heinrich von Krassow (1775–1844) waren seine Urenkel.